# Заговор (фильм, 1973, Румыния)
«Заговор» (известен также под названием «Конспирация», рум. Conspirația) — румынский фильм, третий и по времени съёмок, и по хронологии описываемых событий из цикла приключений комиссара Романа. Первый фильм политической трилогии приключений комиссара Романа. Премьера фильма состоялась 10 июля 1973 года, зрительская аудитория в Румынии составила 1 млн. 969 тыс. 877 зрителей.

## Сюжет

Михай Роман (в центре) и его новое руководство: генерал Никольский (слева) и Петре Драган (справа).

В этом фильме комиссар Роман, после окончательной победы над уголовной элитой Румынии, переходит из гражданской полиции в государственную безопасность, в распоряжение шефа госбезопасности — генерала Никольского. Назревают новые тревожные события в Румынии, только на этот раз — в политике. В фильме также фигурирует волк — олицетворение ангела-хранителя.

## Действующие лица

### Сотрудники госбезопасности
- Иларион Чобану — Михай Роман, бывший комиссар полиции Бухареста, а ныне сотрудник румынской госбезопасности
- Эрнест Мафтей — Петре Драган, высокопоставленный сотрудник госбезопасности, старый партийный товарищ Романа
- Мирча Верою — генерал Александр Сергеевич Никольский, начальник госбезопасности
- Думитру Кеса — агент госбезопасности

### Заговорщики
- Фори Эттерле — Сальваторе Варга, сенатор, лидер оппозиционной Национальной крестьянской партии
- Виктор Ребенджюк — Горья Баничу, деятель румынско-фашистского подполья
- Клара Себёк — Юлиана Варга, дочь сенатора